# Marshall Allen
Marshall Allen (* 25. května 1924 Louisville) je americký jazzový saxofonista. Ve svých deseti letech začal hrát na klarinet; později hrál na saxofon a klarinet ve vojenské kapele. V roce 1955 se stal členem souboru Sun Ra Arkestra. Ve skupině zůstal i po smrti jejího vůdce v roce 1993, a po smrti Johna Gilmorea o dva roky později se stal jejím lídrem. Během své kariéry spolupracoval s mnoha dalšími hudebníky, mezi které patří Paul Bley, Pharoah Sanders, Phil Alvin, Tyrone Hill, Alan Silva nebo Medeski, Martin & Wood. V roce 2013 hrál na saxofon na albu More Light rockové skupiny Primal Scream. V roce 2024, ve svých sto letech, stále vystupoval se Sun Ra Arkestra. Rovněž hrál na tributním albu Red Hot & Ra: The Magic City.